# Midvale (Idaho)
Pour les articles homonymes, voir Midvale.
Midvale est une ville américaine située dans le comté de Washington en Idaho.

## Démographie
| 1920 | 1930 | 1940 | 1950 | 1960 | 1970 |
| ---- | ---- | ---- | ---- | ---- | ---- |
| 278  | 203  | 262  | 231  | 211  | 176  |

| 1980 | 1990 | 2000 | 2010 | - | - |
| ---- | ---- | ---- | ---- | - | - |
| 205  | 110  | 176  | 171  | - | - |

Selon le recensement de 2010, Midvale compte 171 habitants. La municipalité s'étend sur 2,86 milles carrés (7,41 km2), dont 2,79 milles carrés (7,23 km2) de terres.